# Donetsbekken

Een kaart van de Donbasregio in Oekraïne

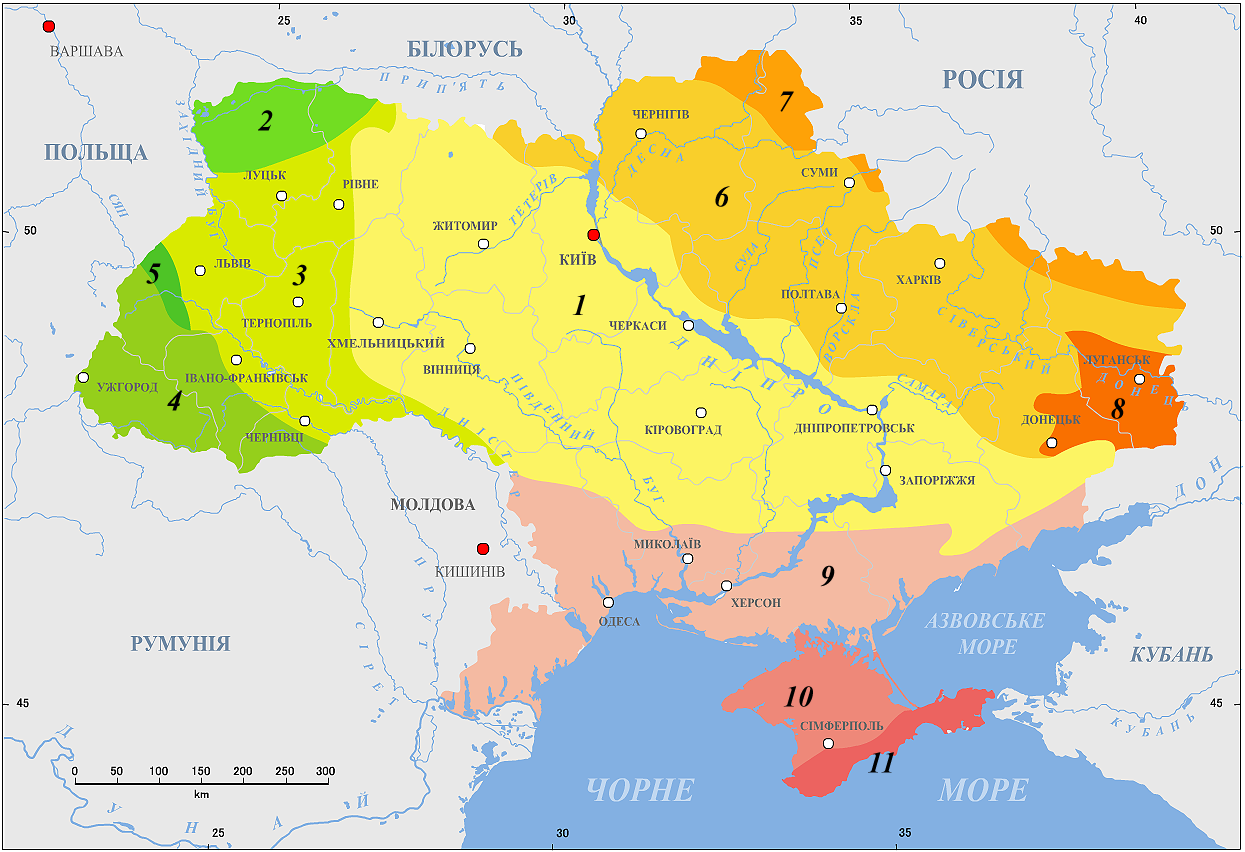
Geologie van Oekraïne (nr. 8 is het Donetsbekken)

Het Donetsbekken, Donbass in het Russisch: Донбасс, of Donbas in het Oekraïens: Донбас, is een historische, economische en culturele landstreek in het oosten van Oekraïne in de oblast Donetsk en de oblast Loehansk. Het woord Donbas is een samenstelling van Donets Basejnoe (Donetsbekken) wat weer een afkorting is van Donets Voehilnoho Basejnoe (Donets Kolenbekken). De naam van het kolenbekken is een verwijzing naar het Donetsplateau; het laatste is vernoemd naar de rivier de Severski Donets.
Er zijn talloze definities van de omvang van de regio. Het wordt nu meestal gedefinieerd als de Oekraïense oblasten Donetsk en Loehansk. Soms wordt de naam Donbas ook gebruikt voor de regio die zich tot in de zuidwestelijke oblast Rostov van Rusland uitstrekt, ook de Russische Donbass genoemd. De historische mijnbouw-regio Donbas sloot delen van deze oblasten uit, en omvatte gebieden in oblast Dnjepropetrovsk en Zuid-Rusland. Een Euregio met dezelfde naam bestaat uit de Oekraïense oblast Loehansk en de oblast Rostov in Rusland. De Donbas vormde de historische grens tussen de Zaporozka Sitsj en het Don Kozakken leger en was grotendeels onbewoond tot de tweede helft van de 17e eeuw, toen de Don Kozakken er de eerste permanente nederzettingen vestigden. Sinds het einde van de 19e eeuw is de Donbas een belangrijk mijnbouwgebied.
In maart 2014, na de Russische annexatie van de Krim en in navolging van de pro-Europese Euromaidan-protestbeweging en de daaruit voortvloeiende Revolutie van de Waardigheid, groeiden de pro-Russische protesten in de Donbas uit tot een gewapend conflict tussen de Oekraïense krijgsmacht en de door Rusland gesteunde separatisten en antiregeringsactivisten, wat leidde tot de Oorlog in Oost-Oekraïne, als onderdeel van de bredere Russisch-Oekraïense Oorlog. Grote delen van de Donbas werden ingenomen door pro-Russische rebellen die daar op 12 mei 2014 de zelfverklaarde volksrepublieken Donetsk en Loegansk uitriepen, die internationaal niet werden erkend.
Ongeveer twee derde van de regio bleef in handen van Oekraïne, en het overige deel kwam in handen van de separatisten. De machtsverdeling bleef jarenlang hetzelfde, totdat Rusland op 21 februari 2022 de volksrepublieken officieel erkende en drie dagen later een grootschalige invasie van Oekraïne begon, waarbij het Russische leger ook het door de Oekraïense regering gecontroleerde deel van de Donbas binnentrok.
Voor de oorlog werd Donetsk, de destijds vijfde grootste stad van Oekraïne en de de-jurehoofdstad van de oblast Donetsk, beschouwd als de onofficiële hoofdstad van de Donbas regio. Andere grote steden (met meer dan 100.000 inwoners) waren onder meer oblasthoofdstad Loehansk, Marioepol, Makijivka, Horlivka, Slovjansk, Altsjevsk en Lysytsjansk. Vanaf 2014 werd Kramatorsk de de-factohoofdstad en het tijdelijke administratieve centrum van de oblast Donetsk. Tijdens de Russische invasie in 2022 viel Sjevjerodonetsk, dat sinds 2014 de de-factohoofdstad van de oblast Loehansk was, in handen van de separatisten en de Russische strijdkrachten.

## Geschiedenis

### Oude, middeleeuwse en keizerlijke Russische perioden

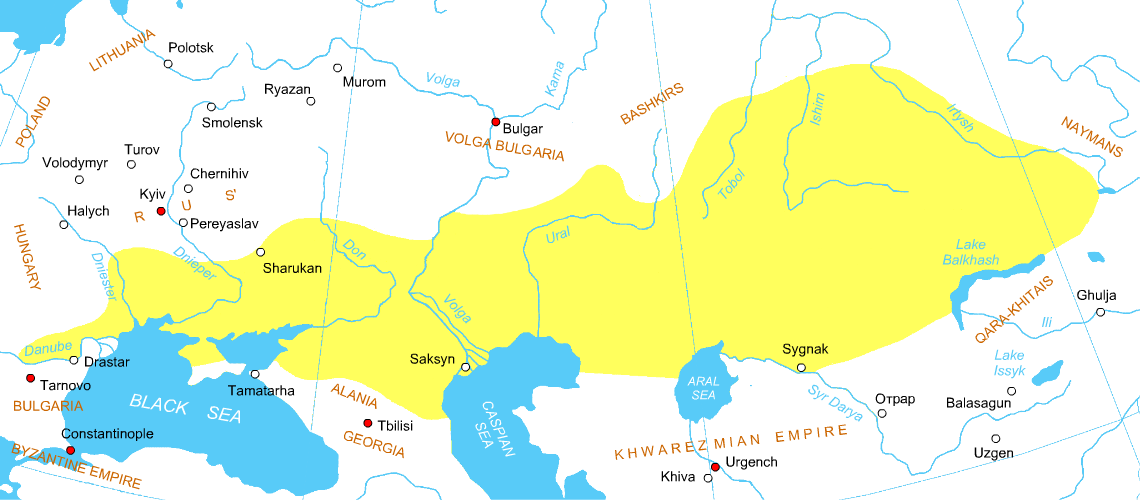
Een kaart van de Koemanen-Kiptsjaken confederatie in Eurazië ca. 1200

De regio werd eeuwenlang slechts dun bevolkt door verschillende nomadische stammen, zoals de Scythen, Alanen, Hunnen, Bulgaren, Petsjenegsen, Kiptsjaken, Turkse-Mongolen, Tataren en Nogai. De regio die nu bekend staat als de Donbas was grotendeels onbewoond tot de tweede helft van de 17e eeuw, toen Don Kozakken de eerste permanente nederzettingen in de regio vestigden.
De eerste stad in de regio werd gesticht in 1676, genaamd Solanoje (nu Soledar), die werd gebouwd voor de winstgevende exploitatie van nieuw ontdekte steenzoutreserves. Bekend als Wilde Velden stond het gebied, waarvan een deel nu de Donbas wordt genoemd, grotendeels onder de controle van het Oekraïense Kozakken-Hetmanaat en het Ottomaanse Kanaat van de Krim tot het midden van de 18e eeuw, toen het Russische Rijk het Hetmanaat veroverde en het Kanaat annexeerde.
In de tweede helft van de 17e eeuw vestigden kolonisten en voortvluchtigen uit het Kozakken-Hetmanaat en Tsaardom Rusland zich in het land ten noorden van de Severski Donets. Aan het einde van de 18e eeuw migreerden veel Russen, Oekraïners, Serviërs en Grieken naar landen langs de zuidelijke bocht van de Severski Donets, in een gebied dat voorheen werd bewoond door nomadische Nogai, die in naam onderworpen waren aan het Kanaat van de Krim In 1764 noemde het tsaristische Rusland de veroverde gebieden Nieuw-Rusland. Toen in Europa de Industriële Revolutie aanbrak, begon de exploitatie van de enorme steenkoolreserves van de regio, die ontdekt waren in 1721.

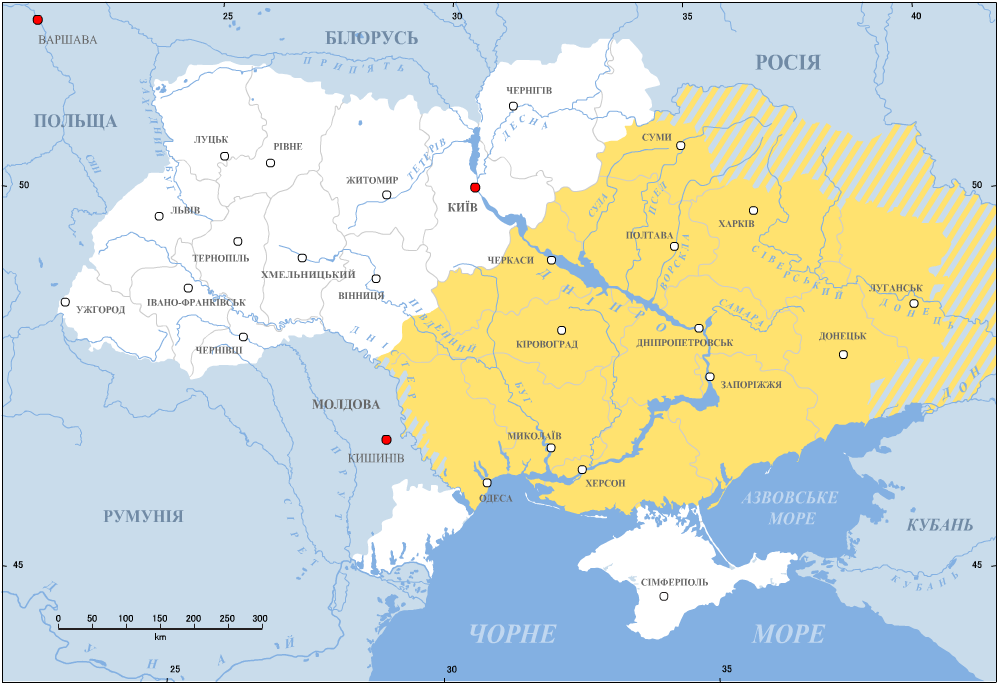
Een kaart van de dunbevolkte Wilde Velden in de 17e eeuw

De naam Donbas, kwam vanaf 1783 in gebruik. Het is een verwijzing naar het gebied langs de Severski Donets waar de meeste steenkoolreserves werden gevonden. De opkomst van de kolenindustrie leidde tot een bevolkingsgroei in de regio, grotendeels gedreven door Russische kolonisten. De regio werd bestuurd door het gouvernement Jekaterinoslav (vernoemd naar Catharina II van Rusland) en was verdeeld in 7 districten, waaronder: Bachmoet, Jekaterinoslav, Aleksandrovsk, Novomoskovsk en Pavlohrad.
Donetsk, de belangrijkste stad in de hedendaagse regio, werd in 1869 gesticht door de Welshe industrieel John James Hughes op de plaats van de oude Zaporizja Kozakken stad Aleksandrovsk. In 1872 bouwde hij, samen met plaatselijke arbeiders en een honderdtal metaalarbeiders en mijnwerkers die hij uit de mijnstreek rond Cardiff had laten overvaren, staalfabrieken nabij Marioepol en aan de middenloop van de Severski Donets. Hughes vestigde verschillende mijnen in de regio. De stad werd naar hem vernoemd als Hughesovka. De Russische verbastering van die naam, Joezovka, bleef tot in de vroege Sovjet-periode de naam van de stad.
Met de ontwikkeling van Joezovka en soortgelijke steden kwamen grote aantallen landloze boeren uit perifere gouvernementen van het Keizerrijk Rusland naar de regio, op zoek naar werk. Door de grote vraag naar staal voor de aanleg van spoorwegen werd Joezovka in 1877 met een spoorlijn verbonden met Charkov en nam ook het aantal staalhoogovens en toeleveringsbedrijven in de Donbas gestaag toe. Rond 1910 waren, op enkele bedrijven na, bijna alle grote fabrieken en mijnen in de regio minstens voor een deel in west-Europese handen.
Volgens de Russische keizerlijke volkstelling van 1897 vertegenwoordigden Klein-Russen (Oekraïners) 52,4% van de bevolking van de regio, terwijl etnische Russen 28,7% van de bevolking uitmaakten. Etnische Grieken, Zwarte-Zee-Duitsers, Joden en Tataren waren ook aanzienlijk aanwezig in de Donbas, met name in het district van Marioepol, waar ze 36,7% van de bevolking uitmaakten. Desondanks vormden de Russen de meerderheid van de industriële beroepsbevolking. Oekraïners domineerden de landelijke gebieden, maar steden werden vaak alleen bewoond door Russen die werk kwamen zoeken in de zware industrie in de regio. De Oekraïners die voor werk naar de steden verhuisden, werden snel opgenomen in de Russisch sprekende arbeidersklasse.

### Russische burgeroorlog en Sovjetperiode (1918-1991)

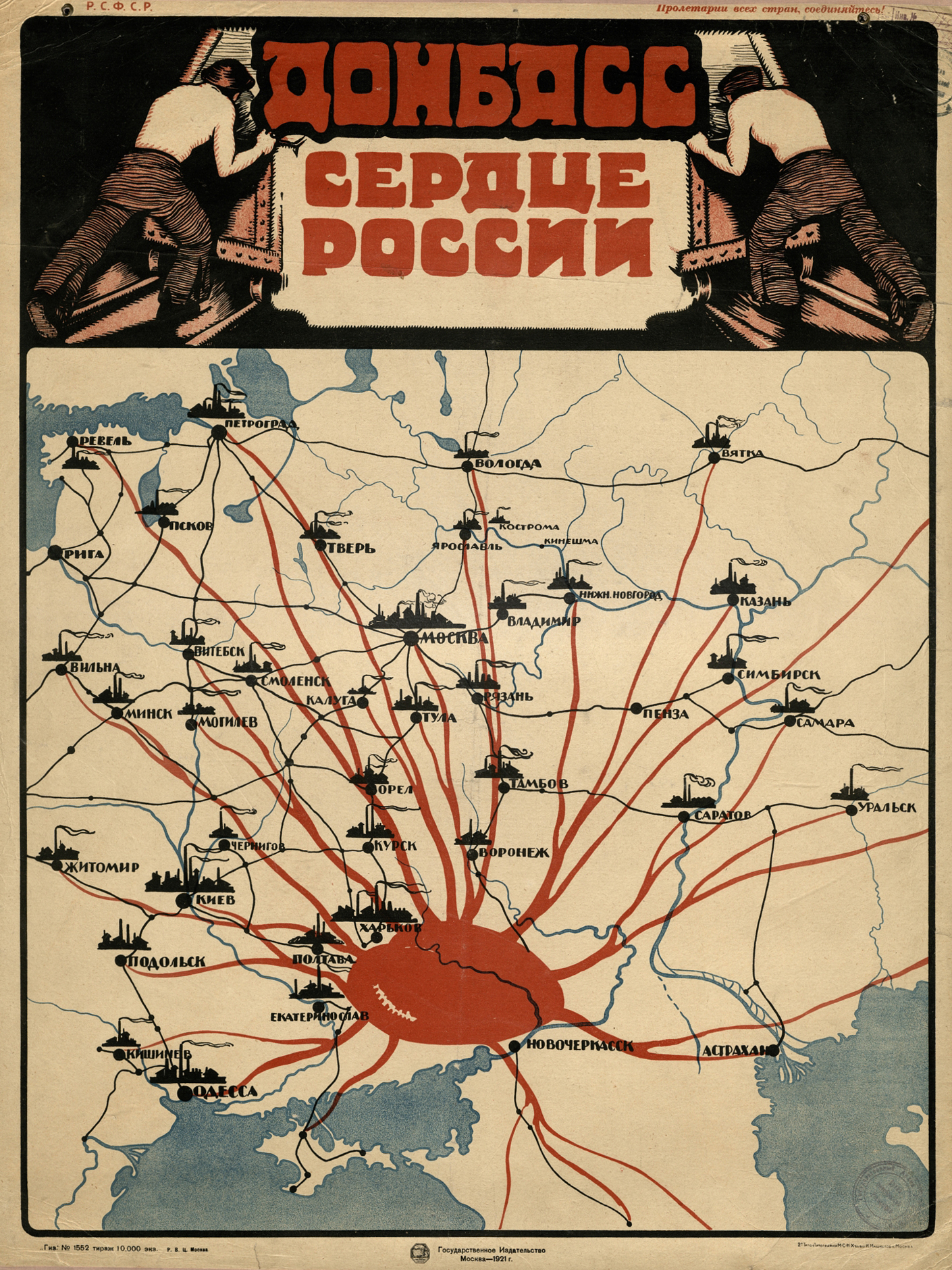
Een Sovjet-Russische propagandaposter uit 1921 met de tekst 'De Donbas is het hart van Rusland'

In april 1918 namen troepen die loyaal waren aan de Oekraïense Volksrepubliek de controle over grote delen van de regio. Een tijdlang opereerde de nieuwe Oekraïense overheidsinstantie in de Donbas naast hun equivalenten van de Russische Voorlopige Regering, hoewel geen van beide de basisorde in de regio kon garanderen. De Oekraïense Staat, de opvolger van de Oekraïense Volksrepubliek, was in mei 1918 met de hulp van zijn Duitse en Oostenrijks-Hongaarse bondgenoten voor korte tijd in staat om de Donbas onder controle te krijgen. De geallieerden, die de Donbas als hun eigen kolonie zagen, zetten de lokale bevolking snel tegen zichzelf en tegen de Oekraïense Staat op.
Tijdens de Russische Burgeroorlog van 1917–1922 was Nestor Machno, die het bevel voerde over het Revolutionair Opstandsleger van Oekraïne, de populairste leider in de Donbas. Samen met andere gebieden die door Oekraïners werden bewoond werd de Donbas, in de nasleep van de Russische Burgeroorlog, opgenomen in de Oekraïense Socialistische Sovjetrepubliek. Kozakken in de regio werden onderworpen aan de 'ontkozakking' in 1919-1921. Oekraïners in de Donbas werden zwaar getroffen door de Holodomor hongersnood van 1932-1933 en het Russificatie-beleid van Jozef Stalin. Aangezien de meeste etnische Oekraïners landelijke boeren waren, hadden zij het meest te lijden onder de hongersnood.
De Donbas werd zwaar getroffen door de Tweede Wereldoorlog. In de aanloop naar de oorlog werd de regio al geteisterd door armoede en voedseltekorten. Oorlogsvoorbereidingen resulteerden in een verlenging van de werkdag voor fabrieksarbeiders, terwijl degenen die afweken van de verhoogde normen werden gearresteerd. De leider van nazi-Duitsland, Adolf Hitler, beschouwde de middelen van de Donbas als cruciaal voor Operatie Barbarossa, waardoor de Donbas in 1941 en 1942 zwaar onder de nazi-bezetting leed. Duizenden fabrieksarbeiders werden gedeporteerd naar Duitsland en te werk gesteld in fabrieken. In de oblast Donetsk (destijds de oblast Stalino), werden tijdens de bezetting 279.000 burgers gedood. In de oblast Loehansk (destijds de oblast Vorosjilovgrad), werden 45.649 mensen gedood. In 1943 resulteerde de door het Rode Leger uitgevoerde Operatie Donbas in de terugkeer van de Donbas onder Sovjetcontrole. De oorlog had zijn tol geëist en de regio was zowel verwoest als ontvolkt.

### Sovjetperiode (1943-1991)
Tijdens de wederopbouw van de Donbas na het einde van de Tweede Wereldoorlog arriveerden grote aantallen Russische arbeiders om de regio te herbevolken, waardoor het bevolkingsevenwicht verder veranderde. In 1926 woonden er 639.000 etnische Russen in de Donbas. In 1959 bedroeg de etnische Russische bevolking 2,55 miljoen. Russificatie werd verder bevorderd door de Sovjet-onderwijshervormingen van 1958-1959, die leidden tot de bijna afschaffing van alle Oekraïense taalscholen in de Donbas. Tegen de tijd van de Sovjettelling van 1989 omschreef 45% van de bevolking van de Donbas hun etniciteit als Russisch. In 1990 werd de Internationale beweging van Donbas opgericht, die zich afzette tegen de Oekraïense onafhankelijkheid (als tegenhanger van de Roech).

### In onafhankelijk Oekraïne (1991-2014)

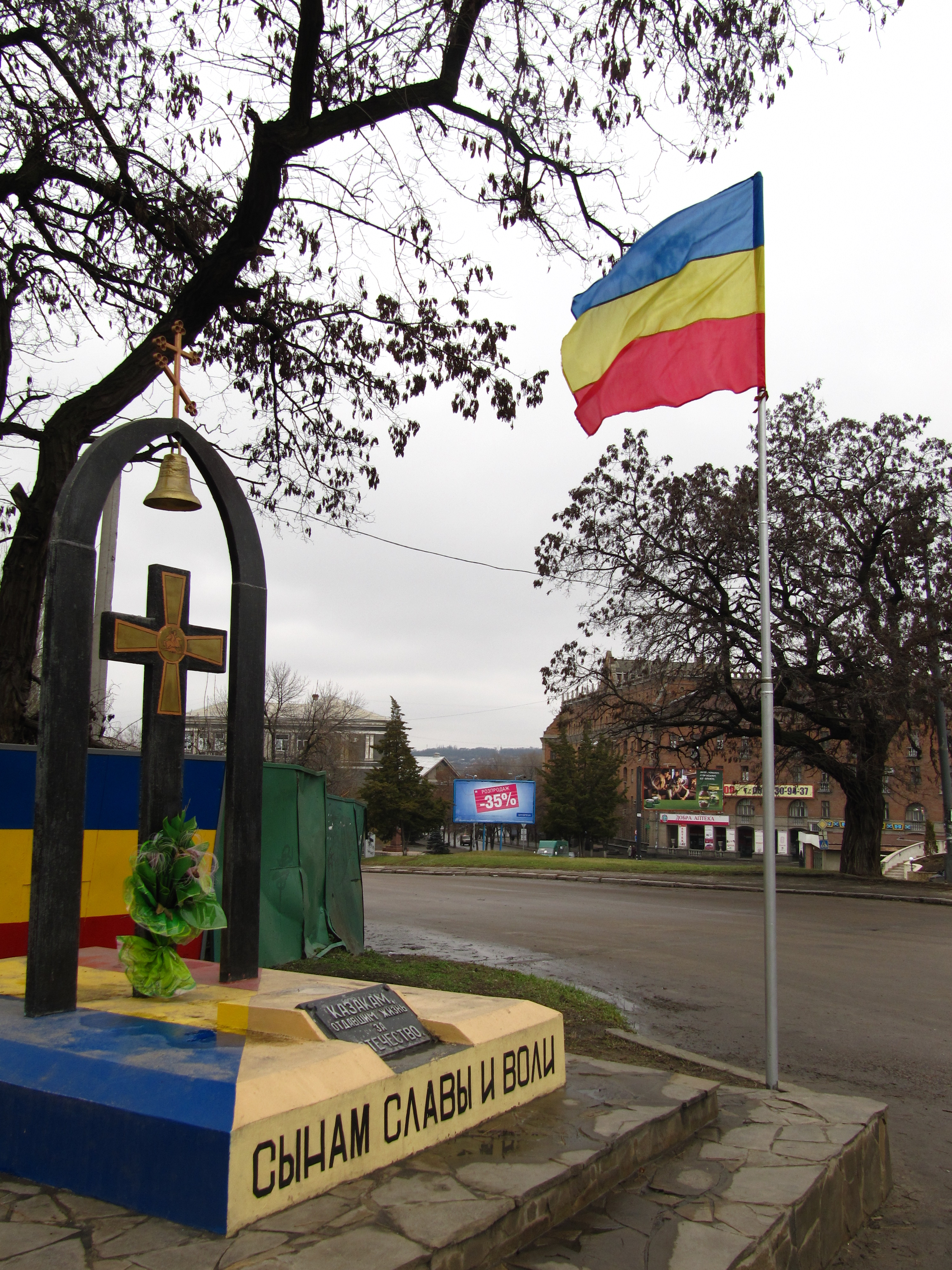
Een monument voor Don Kozakken in Loehansk. 'Aan de zonen van glorie en vrijheid'

In oktober 1991 vond in Donetsk een congres van zuidoostelijke afgevaardigden van alle overheidsniveaus plaats, waar delegaties federalisering eisten. Tijdens het Oekraïense onafhankelijkheidsreferendum in december 1991 steunde 83,9% van de kiezers in de oblast Donetsk en 83,6% in de oblast Loehansk de keuze dat Oekraïne onafhankelijk zou worden van de Sovjet-Unie. De opkomst was 76,7% in de oblast Donetsk en 80,7% in de oblast Loehansk. Drie dagen na het referendum betoogde de burgemeester van Sint-Petersburg, Anatoli Sobtsjak, dat Rusland aan Oekraïne 'een hele reeks Russische provincies', had overgedragen, waarvan de bevolking voor het grootste deel bestond uit Russen en dat de Russische minderheid in Oekraïne werd bedreigd met gewelddadige 'Oekraïnisering'. Op 8 december 1991 kwamen de leiders van Rusland, Oekraïne, en Wit-Rusland bij elkaar voor het ondertekenen van het Akkoord van Białowieża, wat het einde betekende van de Sovjet-Unie. De term Novorossiya (Nieuw Rusland) werd opnieuw in gebruik genomen in oproepen voor de onafhankelijkheid of afscheiding van Oekraïense regio's.
De economie van de Donbas verslechterde in de daaropvolgende jaren sterk. In 1993 was de industriële productie ingestort en de gemiddelde lonen waren sinds 1990 met 80% gedaald. De Donbas raakte in een crisis, waarbij velen de nieuwe centrale regering in Kiev beschuldigden van wanbeheer en verwaarlozing. Mijnwerkers in de Donbas gingen in 1993 in staking en veroorzaakten een conflict dat door historicus Lewis Siegelbaum werd beschreven als 'een strijd tussen de Donbasregio en de rest van het land'. Een stakingsleider zei dat de bevolking van de Donbas voor onafhankelijkheid had gestemd omdat ze wilden dat 'de plaatsen, ondernemingen en steden de macht kregen', niet omdat ze wilden dat de sterk gecentraliseerde macht van 'Moskou naar Kiev' werd verplaatst.
Deze staking werd gevolgd door een raadgevend referendum in 1994 over verschillende grondwettelijke kwesties in de oblasten Donetsk en Loehansk, die gelijktijdig met de eerste Oekraïense parlementsverkiezingen in het onafhankelijke Oekraïne werd gehouden. De vraag was onder meer of het Russisch tot officiële taal van Oekraïne moest worden verklaard, of dat dit de bestuurstaal moest zijn in de oblasten Donetsk en Loehansk, of Oekraïne moest federaliseren en of Oekraïne nauwere banden moest aangaan met het Gemenebest van Onafhankelijke Staten.
Bijna 90% van de kiezers stemde voor deze voorstellen. Geen van deze voorstellen werd echteraangenomen: Oekraïne bleef een eenheidsstaat, de status van het Oekraïens als de enige officiële taal werd gehandhaafd en de Donbas kreeg geen autonomie. Desalniettemin kregen de stakers van de Donbas veel economische concessies van Kiev, waardoor de economische crisis in de regio kon worden verlicht.
In de jaren negentig werden er nog steeds kleine stakingen gehouden, hoewel de eisen voor autonomie vervaagden. Sommige subsidies aan de zware industrie van de Donbas werden afgeschaft en veel mijnen werden door de Oekraïense regering gesloten vanwege liberaliserende hervormingen die door de Wereldbank werden nagestreefd. Leonid Koetsjma, die de Presidentsverkiezingen van 1994 had gewonnen met steun van de Donbas en andere gebieden in Oost-Oekraïne, werd herkozen als president van Oekraïne in 1999. President Koetsjma gaf economische hulp aan de Donbas en gebruikte ontwikkelingsgeld om politieke steun in de regio te krijgen.
De macht in de Donbas concentreerde zich in de vroege jaren 2000 tot een regionale politieke elite, bekend als oligarchen. De privatisering van staatsindustrieën leidde tot ongebreidelde corruptie. De regionale historicus Hiroaki Kuromiya beschreef deze elite als de 'Donbas-clan', een groep mensen die de economische en politieke macht in de regio beheersten. Prominente leden van de 'clan' waren Viktor Janoekovytsj en Rinat Achmetov.

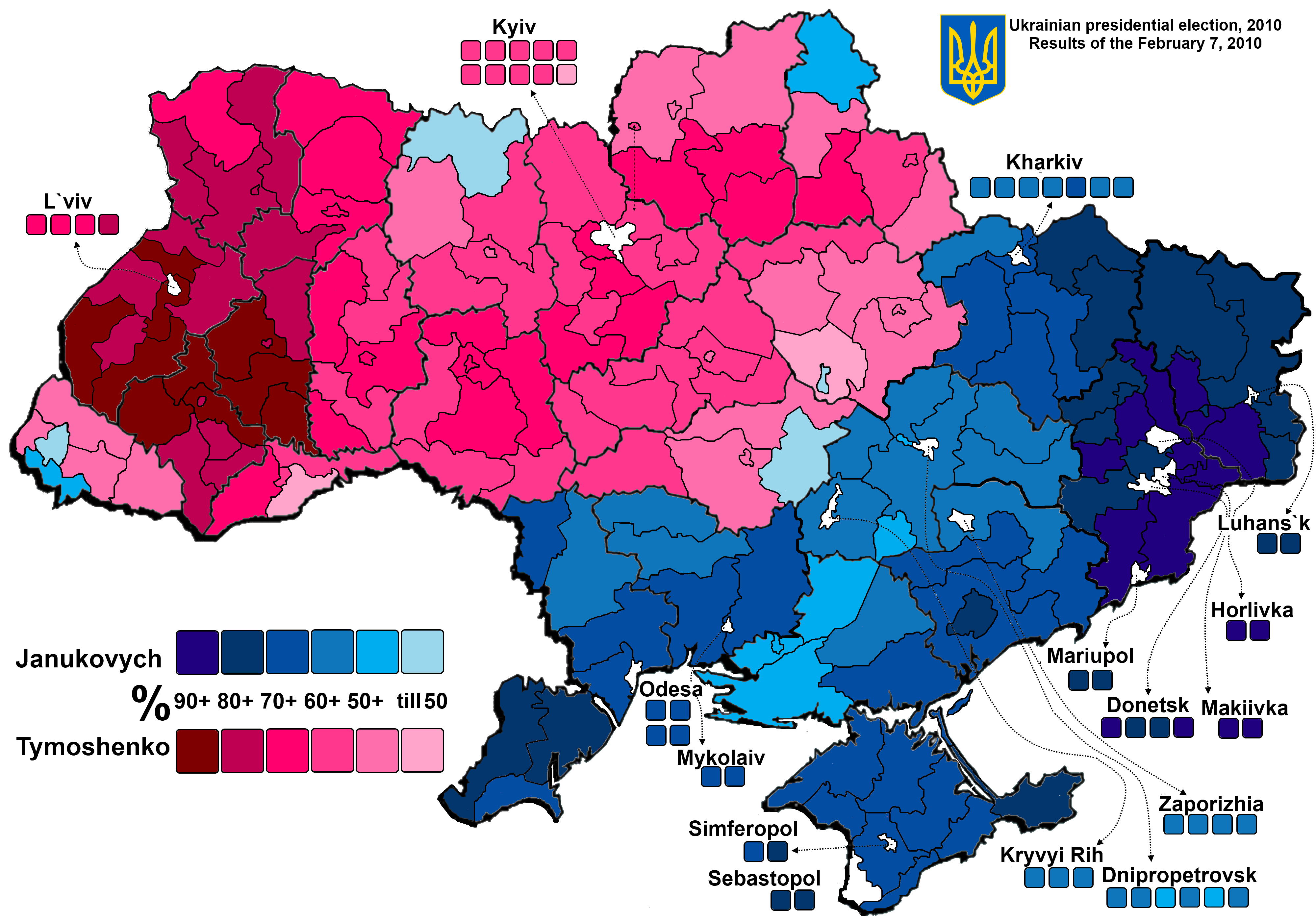
Tijdens de Oekraïense presidentsverkiezingen van 2010 stemden de meeste mensen in de Donbas op Viktor Janoekovytsj.

In 2004, tijdens de Oranjerevolutie, deden politici en functionarissen die Janoekovytsj-gezind waren gedurende korte tijd een poging om autonomie te verwerven. De zogenoemde Zuidoost-Oekraïense Autonome Republiek was bedoeld om uit negen zuidoostelijke regio's van Oekraïne te bestaan. Het project werd op 26 november 2004 geïnitieerd door de oblast Loehansk Raad. Het werd echter reeds de volgende maand stopgezet door de oblast Donetsk Council. Op 28 november 2004 vond in Sjevjerodonetsk het zogenaamde eerste Al-Oekraïense Congres plaats, georganiseerd door de aanhangers van Viktor Janoekovytsj.
Een totaal van 3.576 afgevaardigden van 16 Oekraïense oblasten, Krim en Sevastopol namen deel aan het congres en beweerden meer dan 35 miljoen burgers te vertegenwoordigen. De burgemeester van Moskou, Yurii Loezjkov, en een adviseur van de Russische ambassade waren aanwezig in het presidium. Er waren oproepen voor de benoeming van Viktor Janoekovytsj tot president van Oekraïne of premier, voor het uitroepen van de staat van beleg in Oekraïne, ontbinding van de Verchovna Rada, oprichting van zelfverdedigingstroepen, en voor de oprichting van een federatieve zuidoost-staat met als hoofdstad Charkov.
De burgemeester van Donetsk, Oleksandr Loekyantsjenko, verklaarde echter dat niemand autonomie wilde, maar eerder de demonstraties van de Oranjerevolutie die destijds in Kiev plaatsvonden wilden stoppen en wilden onderhandelen over een compromis. Na de overwinning van de Oranjerevolutie werden enkele organisatoren van het congres beschuldigd van 'aantasting van de territoriale integriteit en onschendbaarheid van Oekraïne', maar er werden geen veroordelingen uitgesproken.
In andere delen van Oekraïne tijdens de jaren 2000, werd de Donbas vaak gezien als een 'misdadigerscultuur', als een 'Sovjet-beerput', en als 'achterlijk'. In 2005 schreef commentator Viktor Tkatsjenko in de krant Narodne Slovo dat de Donbas de thuisbasis was van vijfde colonnes, en dat het spreken van Oekraïens in de regio 'niet veilig was voor iemands gezondheid en leven'. Het werd ook afgeschilderd als de thuisbasis van het pro-Russische separatisme. De Donbas herbergt een aanzienlijk groter aantal steden en dorpen die vernoemd zijn naar communistische figuren in vergelijking met de rest van Oekraïne. Ondanks dit beeld wezen enquêtes die in dat decennium en in de jaren negentig werden uitgevoerd, uit dat er sterke steun was om binnen Oekraïne te blijven, terwijl er geen steun van betekenis was voor separatisme.

### De Russisch-Oekraïense oorlog (2014-2022)
Vanaf begin maart 2014 vonden er demonstraties plaats van pro-Russische en antiregeringsgroepen in de Oost-Oekraïense oblasten Donetsk en Loehansk, als onderdeel van de nasleep van de Revolutie van de Waardigheid en de Euromaidan-beweging. Deze demonstraties, die volgden op de Russische annexatie van de Krim, en die deel uitmaakten van een grotere groep gelijktijdige pro-Russische protesten in de voornamelijk Russischstalige oostelijke en zuidelijke delen van Oekraïne, escaleerden in een oorlog tussen de door Rusland gesteunde separatisten en Oekraïne, nadat pro-Russische rebellen vanaf 6 april 2014 diverse regeringsgebouwen bezetten en de Oekraïense regering in reactie daarop het leger inzette. De opstandelingen wisten de steden Donetsk en Loehansk in handen te krijgen, alsmede het gebied ten zuidoosten daarvan tot aan de Russische grens, alwaar zij de zelfverklaarde volksrepublieken Donetsk en Loegansk uitriepen.

Een kaart van de regio tijdens de bevroren conflictfase van de Oorlog in Oost-Oekraïne, vanaf het einde van de Slag om Debaltseve in 2015 tot de Russische invasie van Oekraïne in februari 2022

Te midden van dit conflict hielden de zelfverklaarde republieken op 11 mei 2014 een volksraadpleging over de status van de oblasten Donetsk en Loehansk. Hierbij stemde negentig procent voor de onafhankelijkheid van de zelfverklaarde volksrepublieken. Deze raadpleging werd door Oekraïne als onwettig beschouwd en door de internationale gemeenschap als ondemocratisch. Sinds het uiteenvallen van de Sovjet-Unie zijn er pogingen geweest om Nieuw-Rusland (Novorossiya) nieuw leven in te blazen, waarvan de meest significante het pro-Russische streven van de twee zelfverklaarde volksrepublieken was om een confederatieproject van Nieuw-Rusland te creëren. De oprichting van Novorossiya werd uitgeroepen op 22 mei 2014 en werd binnen een jaar opgeschort.
De eerste protesten in de Donbas waren grotendeels inheemse uitingen van ontevredenheid met de nieuwe Oekraïense regering. Russische betrokkenheid was beperkt tot het uiten van steun voor de demonstraties. De opkomst van de separatisten in Donetsk en Loehansk begon als een kleine marginale groep van demonstranten, onafhankelijk van Russische controle. Deze onrust evolueerde echter alleen tot een gewapend conflict dankzij de Russische militaire steun voor deze marginale groep als onderdeel van de Russisch-Oekraïense Oorlog. Het conflict was dus, in de woorden van historicus Hiroaki Kuromiya, 'in het geheim ontworpen en slim gecamoufleerd door buitenstaanders'.
Er was beperkte steun voor separatisme in de Donbas vóór het uitbreken van de oorlog, en weinig bewijs van steun voor een gewapende opstand. Russische beweringen dat Russischtaligen in de Donbas werden vervolgd of zelfs onderworpen aan 'genocide' door de Oekraïense regering, waardoor Rusland gedwongen werd om in te grijpen, waren vals.
De gevechten gingen door tot de zomer van 2014. Op 17 juli 2014 werd Malaysia Airlines-vlucht 17 (MH17) in de Donbas uit de lucht geschoten. Daarbij kwamen alle 298 inzittenden, onder wie 196 Nederlanders, om het leven.
In augustus 2014 was de Oekraïense 'anti-terroristische operatie' in staat om het gebied dat onder de controle was van de pro-Russische troepen enorm te verkleinen, en kwam dicht bij het herwinnen van de controle over de Russisch-Oekraïense grens. Als reactie op de verslechterende situatie in de Donbas liet Rusland de zogenaamde 'hybride oorlog'-benadering varen en begon een conventionele invasie van de regio Donbas. Als gevolg van de Russische invasie heroverden pro-Russische opstandelingen veel van het grondgebied dat ze hadden verloren tijdens het voorgaande militaire offensief van de Oekraïense regering.
Alleen deze Russische interventie verhinderde een onmiddellijke Oekraïense oplossing van het conflict. Dit dwong de Oekraïense kant om de ondertekening van een staakt-het-vuren-overeenkomst te zoeken. De Minsk-akkoorden werden ondertekend op 5 september 2014. Omdat dit de gevechten niet kon stoppen, werd er een andere overeenkomst, genaamd Minsk II ondertekend op 12 februari 2015. Deze overeenkomst riep op tot de uiteindelijke re-integratie van de Donbas-republieken in Oekraïne, met een zekere mate van autonomie. Het doel van de Russische interventie in de Donbas was om pro-Russische regeringen op te richten die, bij heropname in Oekraïne, de Russische inmenging in de Oekraïense politiek zouden vergemakkelijken. De Minsk-akkoorden waren dus zeer gunstig voor de Russische zijde, aangezien de uitvoering ervan deze doelen zou bereiken.

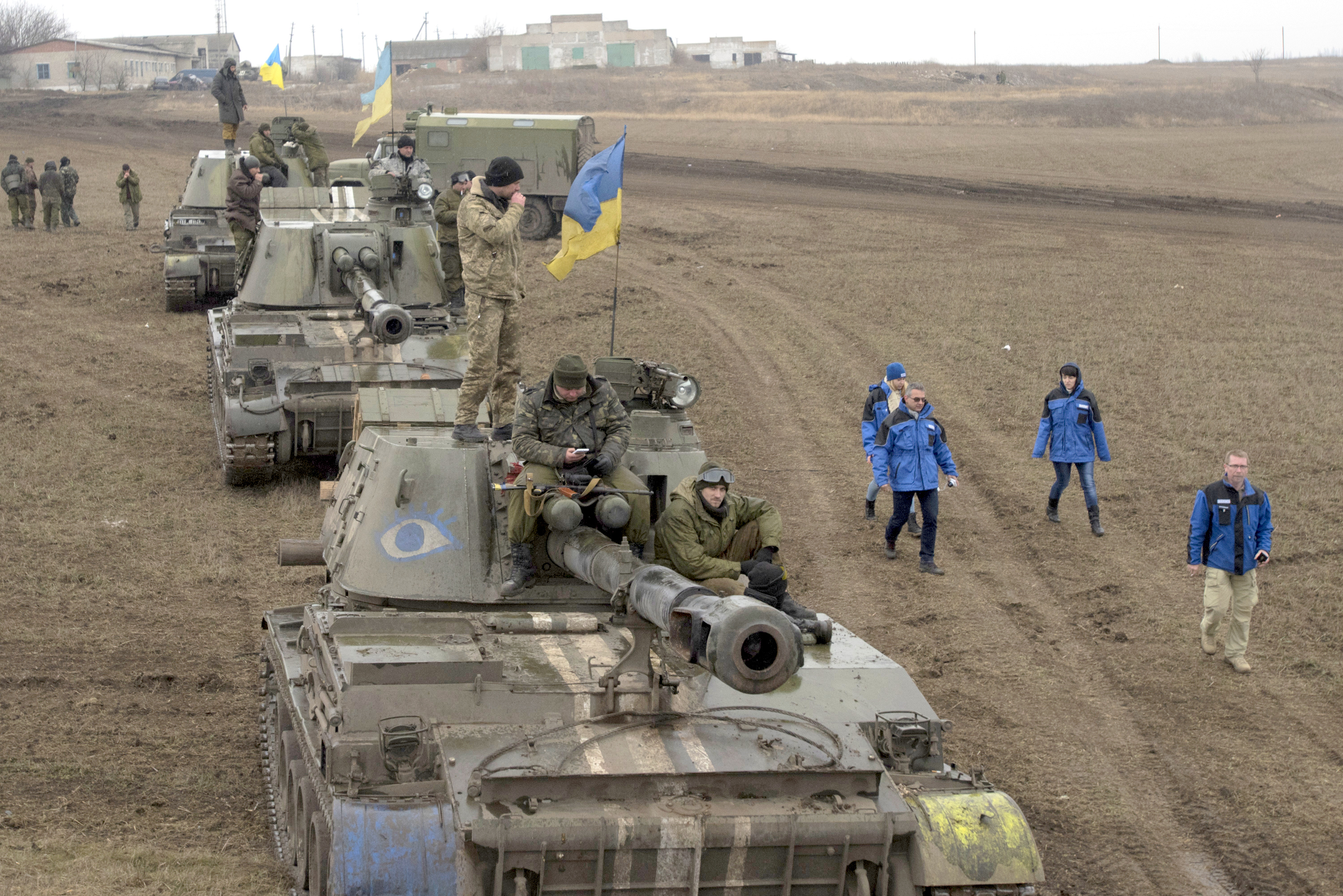
Oekraïense troepen in de Donbas, maart 2015

Het conflict leidde tot een enorme uittocht uit de Donbas: de helft van de bevolking van de regio moest hun huizen ontvluchten. In een rapport van het Bureau van de Hoge Commissaris van de Verenigde Naties voor de Vluchtelingen (UNHCR), dat op 3 maart 2016 werd uitgebracht, staat dat de Oekraïense regering sinds het uitbreken van het conflict in 2014, 1,6 miljoen ontheemden registreerde die de Donbas waren ontvlucht naar andere delen van Oekraïne. Meer dan 1 miljoen zouden elders heen zijn gevlucht, voornamelijk naar Rusland. Op het moment dat het rapport werd geschreven zouden er in gebieden die onder controle waren van de separatisten (ongeveer een derde van de Donbas), 7 miljoen mensen blijven wonen.
Ondanks de Minsk-akkoorden gingen de gevechten langs de contactlijn tussen de Oekraïense regering en de door Rusland gecontroleerde gebieden in lage intensiteit door, tot begin 2022. Sinds het begin van het conflict werd er 29 keer een staakt-het-vuren overeengekomen, elk bedoeld om voor onbepaalde tijd van kracht te blijven, maar met geen daarvan wist men het geweld te stoppen. Dit leidde ertoe dat de oorlog werd aangeduid als een bevroren conflict. Op 11 januari 2017 keurde de Oekraïense regering een plan goed om het bezette deel van de Donbas en de bevolking van dit gebied te re-integreren in Oekraïne. Het plan zou door Rusland gesteunde politieke entiteiten gedeeltelijke controle over het electoraat geven en werd door de Oekraïense analytische krant Dzerkalo Tyzjnia beschreven als 'het implanteren van een kankercel in het lichaam van Oekraïne.' Het plan werd echter nooit ten uitvoer gebracht en stuitte op publiek protest.
Uit een onderzoek van de socialistische groep 'Rating' uit 2018, onder inwoners van de door Oekraïne gecontroleerde delen van de Donbas, bleek dat 82% van de respondenten geloofde dat er geen discriminatie was van de Russischsprekende bevolking in Oekraïne. Slechts 11% zag enig bewijs van discriminatie. Uit hetzelfde onderzoek bleek ook dat 71% van de respondenten de Russische militaire interventie om de Russischsprekende bevolking te 'beschermen' niet steunde, terwijl slechts 9% die actie wel steunde. Uit een ander onderzoek van 'Rating', uitgevoerd in 2019, bleek dat slechts 23% van de ondervraagde Oekraïners het verlenen van de autonome status van de Donbas steunde. Terwijl 34% een staakt-het-vuren steunde en het bevriezen van het conflict, was 23% voorstander van een militaire actie om de Donbas-gebieden te herstellen, terwijl 6% de afscheiding van deze gebieden van de rest van Oekraïne steunde.

### Russische grootschalige invasie van Oekraïne (2022-heden)
Op 21 februari 2022 kondigde de Russische President Vladimir Poetin aan de onafhankelijkheid van de zelfverklaarde volksrepublieken Donetsk en Loegansk in de Donbas diplomatiek te erkennen. Rusland begon vervolgens op 24 februari 2022 met een nieuwe, grootschalige invasie van Oekraïne, die volgens Poetin bedoeld was om de bevolking van de Donbas te 'beschermen' tegen het 'misbruik' en de 'genocide' van de Oekraïense bevolking door de Oekraïense regering. Dit gebeurde ondanks het ontbreken van enig bewijs om de beweringen van Poetin te ondersteunen. De separatistische volksrepublieken voegden zich bij de Russische operatie om de gehele oblasten Donetsk en Loehansk in te nemen. Op 18 april 2022 begon de Slag om de Donbas.

## Demografie en politiek

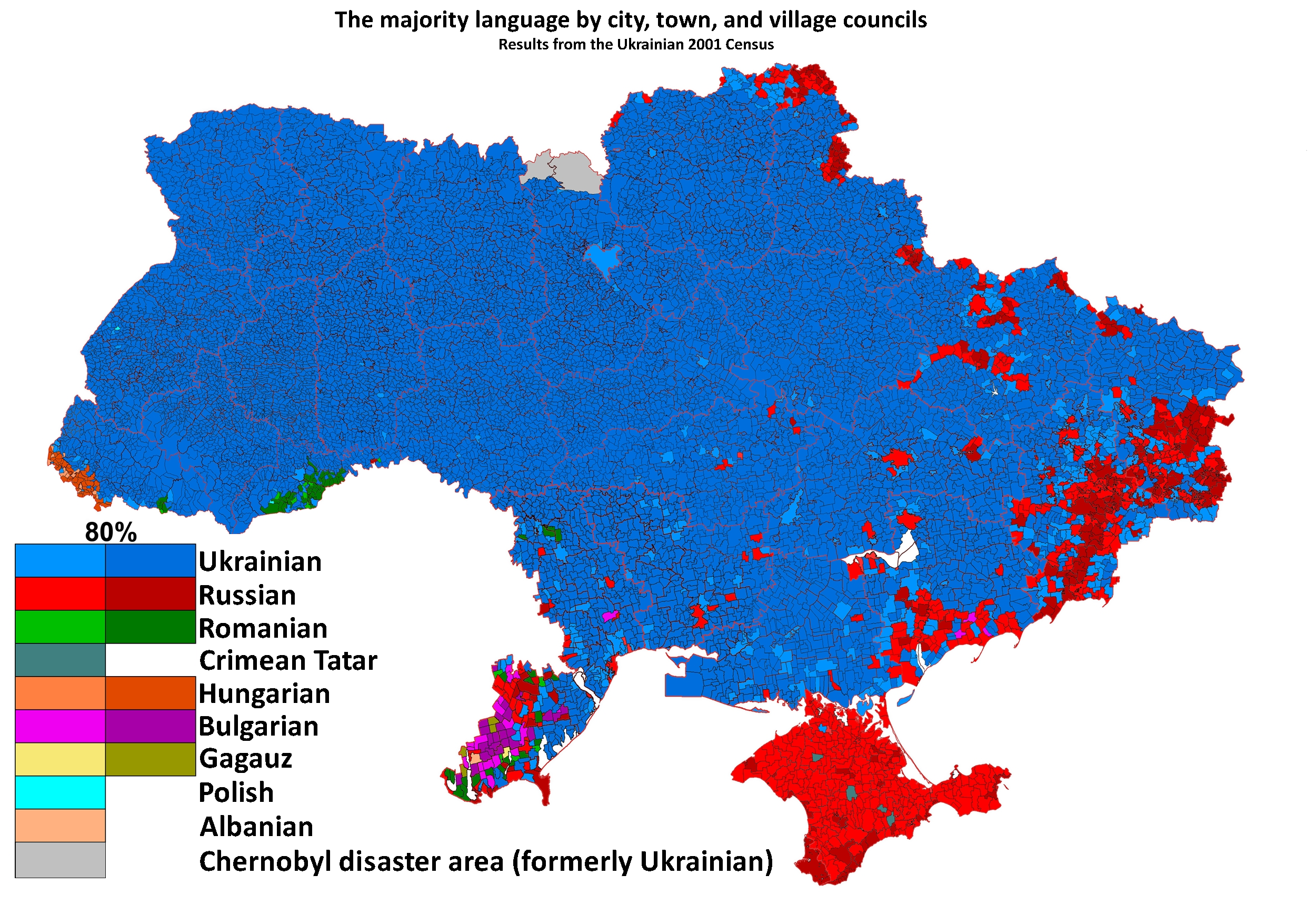
Districten met een meerderheid van Russischtalige native speakers zijn in rood weergegeven (volkstelling 2001).

Volgens de volkstelling van 2001 vormden etnische Oekraïners toen 58% van de bevolking van de oblast Loehansk en 56,9% van de oblast Donetsk.
Etnische Russen vormen de grootste minderheid, goed voor respectievelijk 39% en 38,2% van de twee oblasten. Tegenwoordig is de Donbas een overwegend Russischtalige regio. Volgens de volkstelling van 2001 was Russisch de hoofdtaal van 74,9% van de inwoners in de oblast Donetsk en 68,8% in de oblast Loehansk. Het aandeel van Russischtalige native speakers was hoger dan dat van etnische Russen, omdat sommige etnische Oekraïners en andere nationaliteiten ook aangaven Russisch als moedertaal te hebben.
Inwoners van Russische afkomst zijn voornamelijk geconcentreerd in de grotere stedelijke centra. Russisch werd de hoofdtaal en lingua franca in de loop van de industrialisatie, gestimuleerd door de immigratie van veel Russen, met name uit de oblast Koersk, naar nieuw gestichte steden in de Donbas. Een onderwerp van voortdurende onderzoekscontroverses, en vaak ontkend in deze twee oblasten, is de omvang van gedwongen emigratie en sterfgevallen tijdens de Sovjetperiode, die vooral de landelijke Oekraïners trof tijdens de Holodomor, een gevolg van het vroege Sovjet-industrialisatiebeleid van Stalin in combinatie met twee jaren van droogte in Zuid-Oekraïne en de Wolgaregio.
Bijna alle Oekraïense Joden vluchtten of werden vermoord in de Holocaust in Oekraïne tijdens de Duitse bezetting in de Tweede Wereldoorlog.
Voorafgaand aan de Revolutie van de Waardigheid werd de politiek van de regio gedomineerd door de pro-Russische Partij van de Regio's, die ongeveer 50% van de Donbas-stemmen behaalde bij de Oekraïense parlementsverkiezingen van 2008. Prominente leden van die partij, zoals de voormalige pro-Russische Oekraïense president Viktor Janoekovytsj, kwamen uit de Donbas.

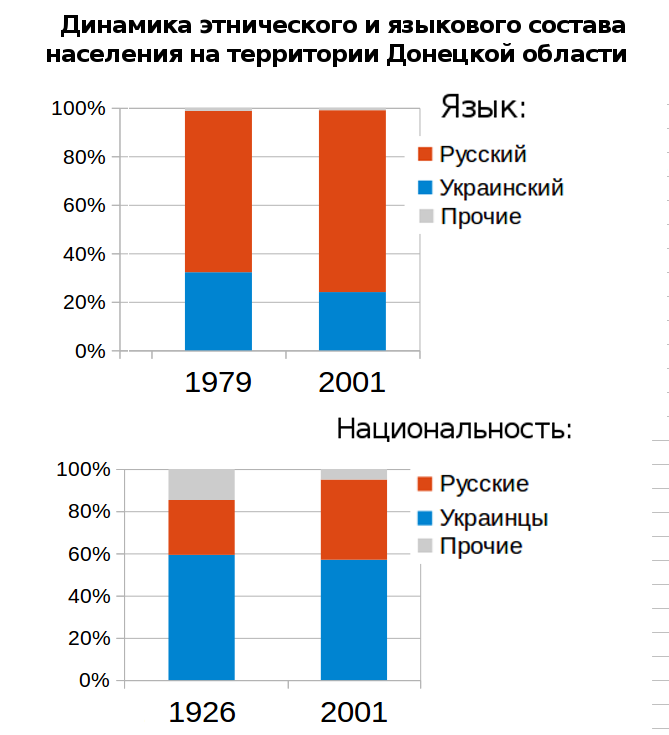
Demografische veranderingen in de oblast Donetsk: de bovenste twee kolommen geven taalverandering in de loop der tijd weer, de onderste twee etniciteitsverhoudingen (volgens officiële tellingen in 1926, 2001).

Volgens linguïst George Sjevelov was in de vroege jaren twintig het aandeel middelbare scholen dat les gaf in de Oekraïense taal lager dan het aandeel etnische Oekraïners in de Donbas – zelfs hoewel de Sovjet-Unie had bevolen dat alle scholen in de Oekraïense SSR Oekraïens moesten spreken (als onderdeel van het zogenaamde 'Oekraïniserings-beleid').
Onderzoeken naar regionale identiteiten in Oekraïne hebben aangetoond dat ongeveer 40% van de inwoners van de Donbas verklaren een 'Sovjet-identiteit' te hebben. In de twintigste eeuw schreef Roman Horbyk van de Södertörn University in Zweden hierover: 'Toen de boeren uit alle omliggende regio's de toen drukke mijnen en fabrieken op de grens van etnisch Oekraïense en Russische territoria overstroomden', verhinderden 'onvolledige en archaïsche instellingen' de inwoners van de Donbas 'een opmerkelijk sterke moderne stedelijke – en ook nationaal – nieuwe identiteit'.

### Religie

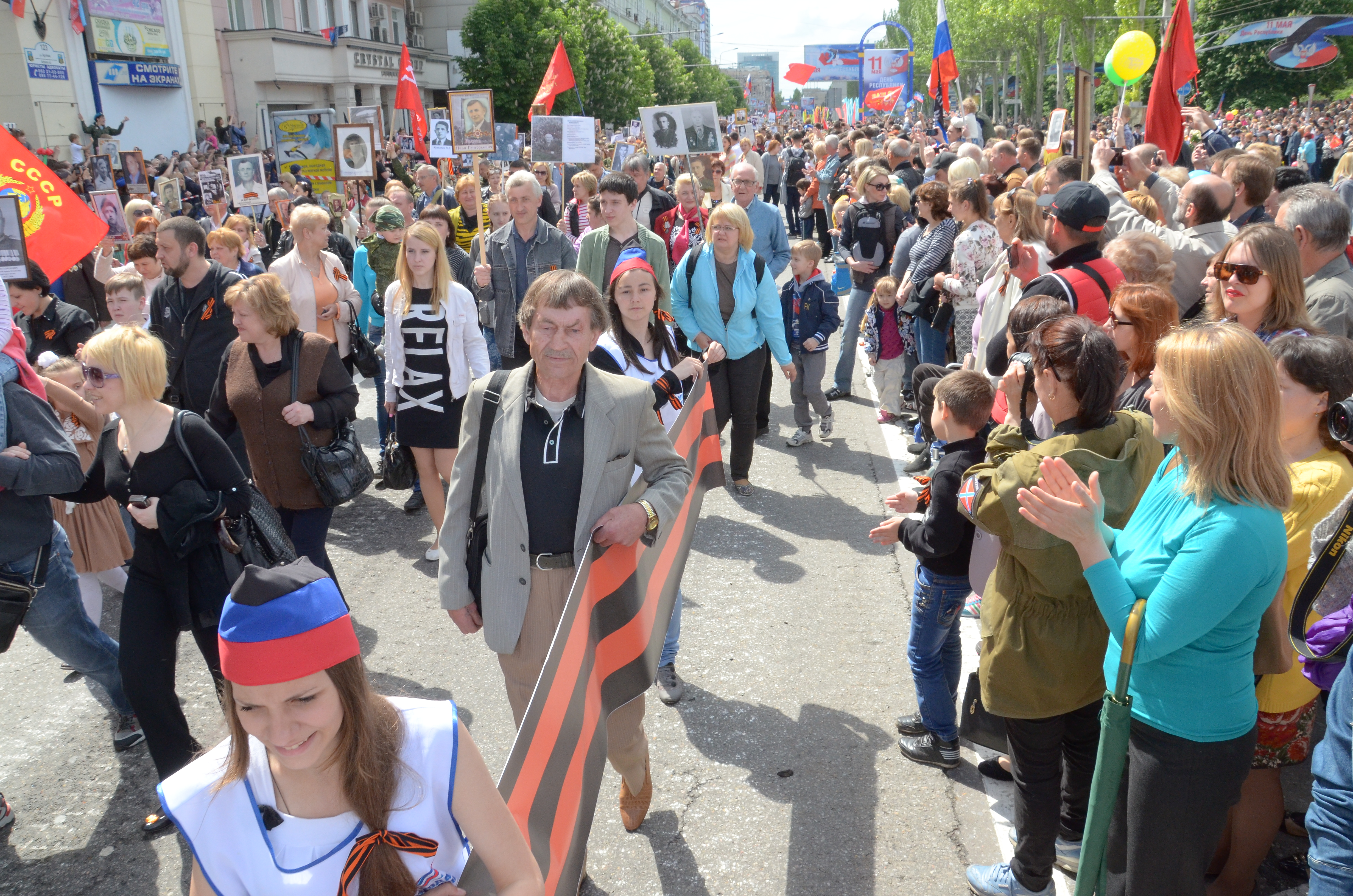
Dag van de Overwinning in Donetsk, 9 mei 2016

Volgens een onderzoek dat de Oekraïense denktank Razoemkov Center in 2016 deed naar de religie in Oekraïne was 65% van de bevolking in de Donbas op dat moment aanhanger van het christendom (waaronder 50,6% orthodox, 11,9% die verklaarde 'gewoon christen' te zijn en 2,5% die tot protestantse kerken behoorden). Daarnaast was 6% van de bevolking moslim en 0,6% hindoestaans, de twee laatst genoemde religies maakten een groter deel uit van de bevolking van de Donbas in vergelijking met andere regio's van Oekraïne. 28,3% van de bevolking verklaarde niet gelovig te zijn of een andere geloofsovertuiging te hebben.

## Economie

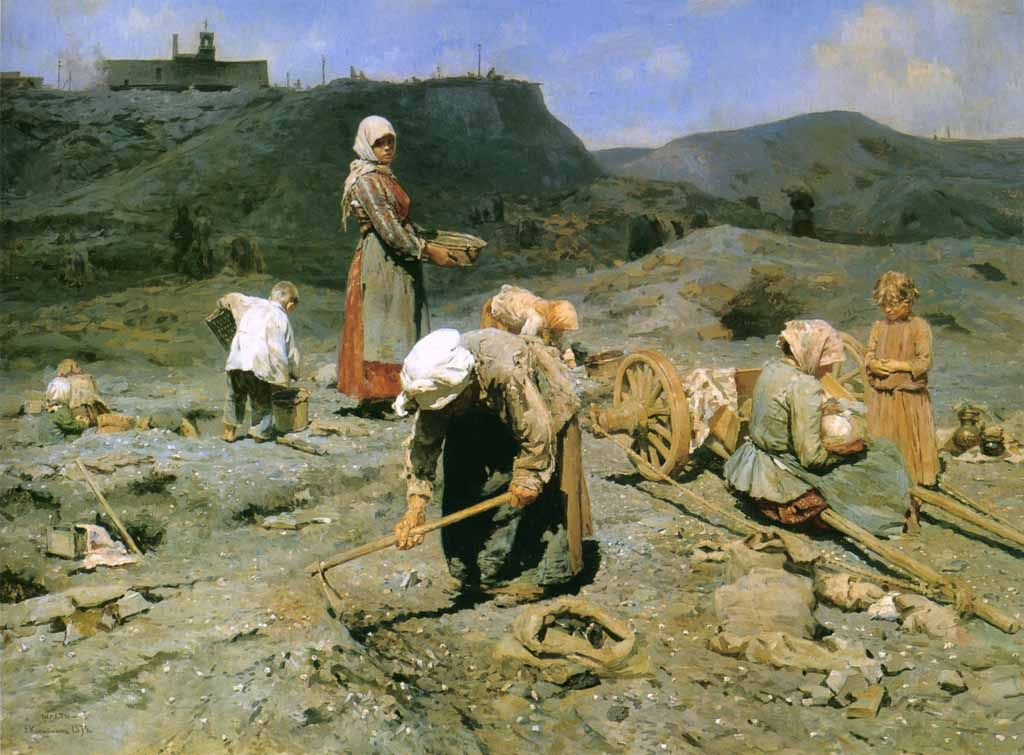
'Kolen verzamelende armen door Nikolay Kasatkin: Donbas, 1894

De economie van de Donbas wordt gedomineerd door zware industrie, zoals mijnbouw en metallurgie. De regio dankt haar naam aan een afkorting van de term Donets Voehilnoho Basejnoe (Donets Kolenbekken). Terwijl de jaarlijkse winning van steenkool is afgenomen sinds de jaren 70, blijft de Donbas een belangrijke producent. De Donbas vertegenwoordigt een van de grootste steenkoolreserves in Oekraïne, met geschatte reserves van 60 miljard ton steenkool.
De kolenwinning in de Donbas vindt plaats op zeer lage diepten. Bruinkoolwinning gebeurt op ongeveer 600 meter onder het oppervlak, terwijl de winning van de waardevollere antraciet en bitumineuze kolen plaatsvindt op diepten van ongeveer 1800 meter. Vóór het begin van de oorlog in Oost-Oekraïne in 2014 produceerden de oblasten Donetsk en Loehansk samen ongeveer 30 procent van de Oekraïense export.
Andere industrieën in de regio van Donetsk zijn onder meer hoogoven- en staalproductieapparatuur, goederenwagons, metaalbewerkingsmachines, tunnelmachines, landbouwoogstmachines en ploegsystemen, spoorwegen, mijnauto's, elektrische locomotieven, militaire voertuigen, tractoren en graafmachines. De regio produceert ook consumptiegoederen zoals huishoudelijke wasmachines, koelkasten, diepvriezers, tv's, leren schoenen en toiletzeep. Meer dan de helft van de productie wordt geëxporteerd, en ongeveer 22% wordt geëxporteerd naar Rusland.
Medio maart 2017 ondertekende de Oekraïense president, Petro Porosjenko, een decreet over een tijdelijk verbod op het verkeer van goederen van en naar het gebied dat werd gecontroleerd door de zelfverklaarde volksrepublieken Donetsk en Loegansk.

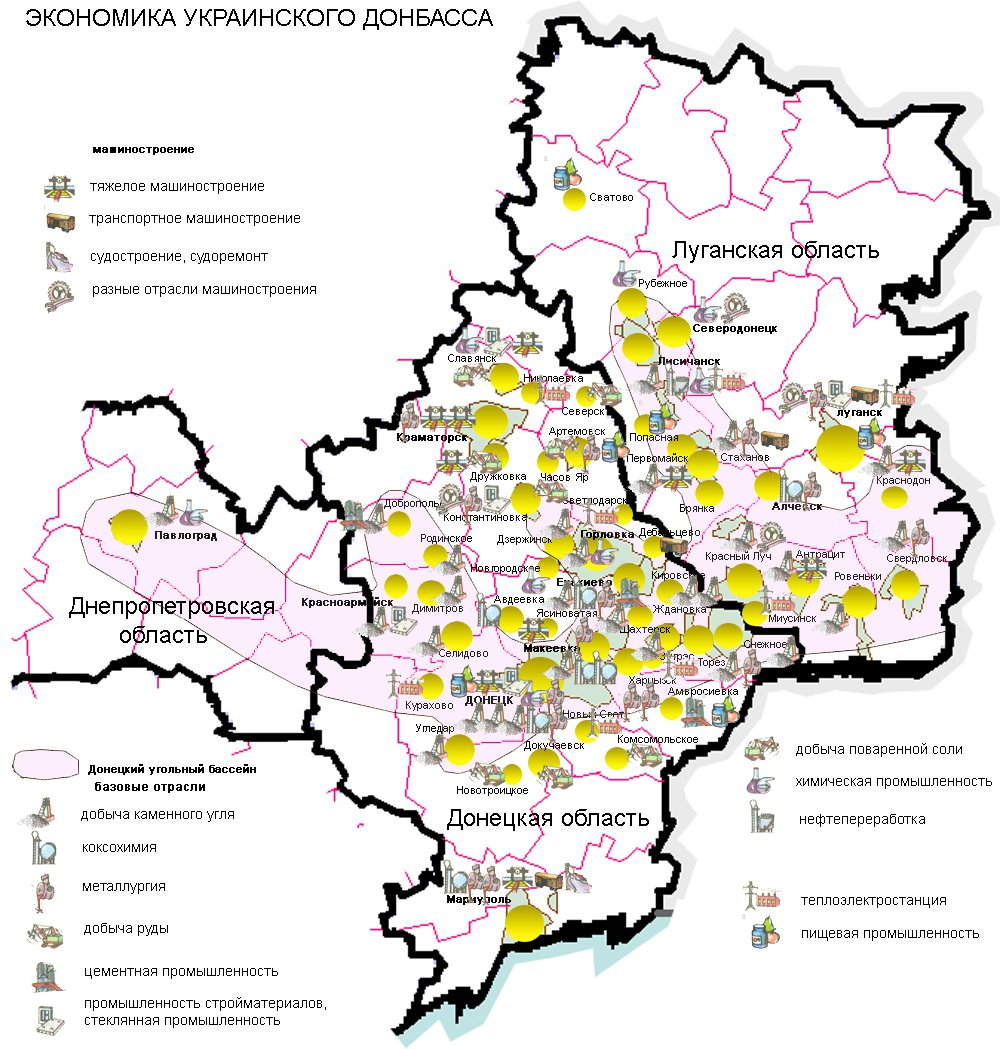
Economische activiteiten in de Donbas

Er zijn schaliegas-reserves, onderdeel van het grotere Dnjepr–Donets-bekken, aanwezig in de Donbas, waarvan het Joezivska-gasveld het meest bekend is. In een poging om de Oekraïense afhankelijkheid van Russische gasimport te verminderen, bereikte de Oekraïense regering in 2012 een akkoord met Shell om het Joezivska-veld te ontwikkelen. Shell werd na het uitbreken van de oorlog in Oost-Oekraïne in 2014 gedwongen om zijn activiteiten te bevriezen en in juni 2015 trok het bedrijf zich officieel terug uit het project.

### Beroepsveiligheid in de kolenindustrie
De kolenmijnen van de Donbas behoren tot de gevaarlijkste ter wereld vanwege de diepte van de mijnen, evenals de frequente methaanexplosies, kolen- stofexplosies, exploderende stenen en verouderde infrastructuur. Nog gevaarlijker zijn de illegale kolenmijnen die eind jaren 2000 heel gewoon werden in de regio. Vóór Glasnost werden mijnwerkers niet geïnformeerd over de aanwezigheid van radioactiviteit in de mijnen.

### Milieuproblemen

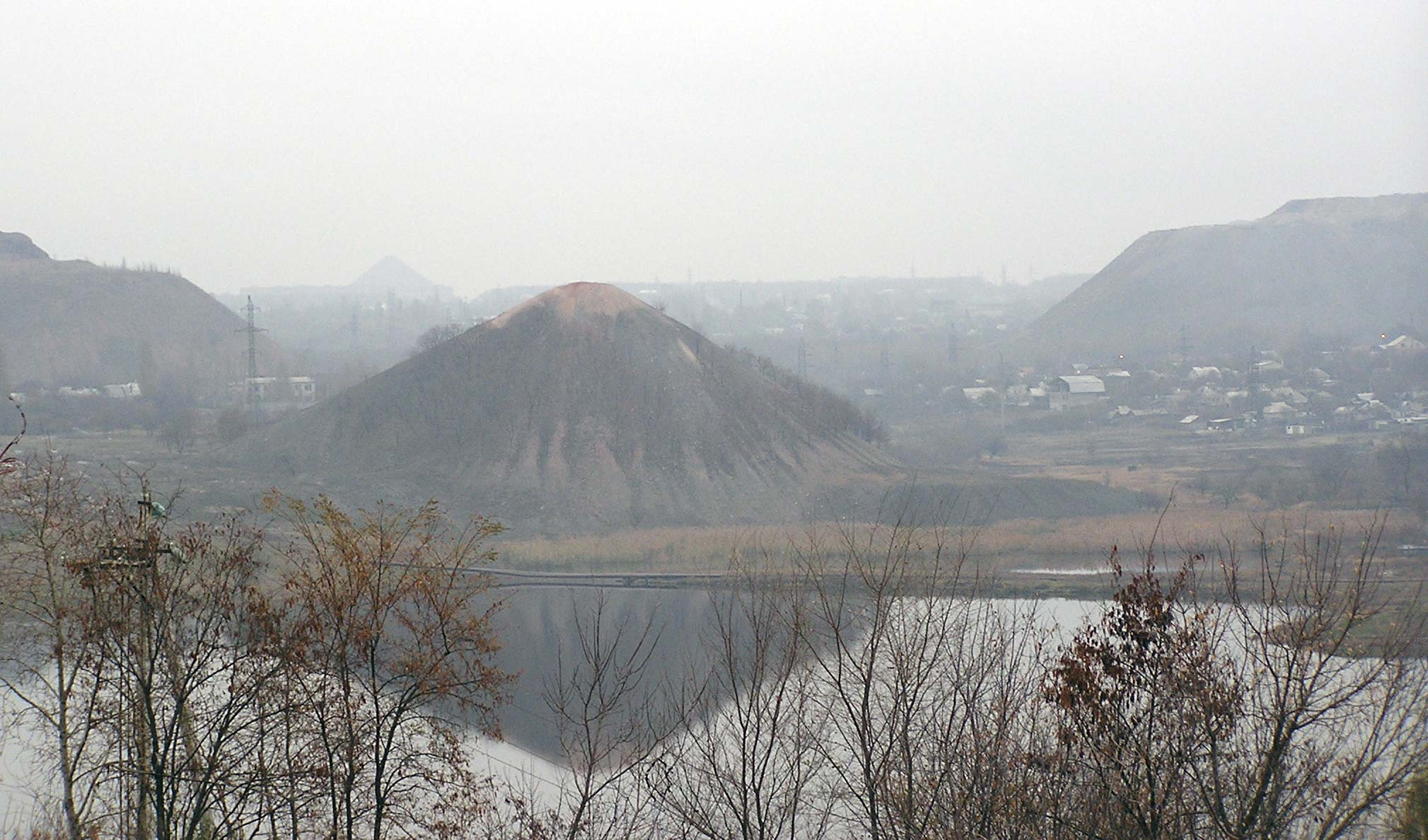
Steenkolenmijnen langs de Kalmioes in Donetsk

Intensieve kolenwinning en zware staalindustrie in de Donbas hebben geleid tot ernstige schade aan het lokale milieu. De meest voorkomende problemen in de regio zijn:
- verstoring van de watervoorziening en overstromingen door mijnwater;
- zichtbare luchtvervuiling rond cokes- en staalfabrieken;
- lucht/waterverontreiniging en gevaar voor modderstromen door steenbergen.

Bovendien zijn in de Donbas verschillende opslagplaatsen voor chemisch afval niet goed onderhouden en deze vormen zodoende een constante bedreiging voor het milieu. Een ongebruikelijke bedreiging is het resultaat van een Sovjet-project uit 1969, om experimentele nucleaire mijnbouw te testen in Jenakijeve. Op 16 september 1979 werd bijvoorbeeld in de Yunkom-mijn, die tegenwoordig bekendstaat als de Young Communard-mijn in Jenakijeve, een 300 kt nucleaire testexplosie uitgevoerd op 900 m om methaangas vrij te laten of om steenkoollagen te ontgassen in een ovale zandstenen koepel, bekend als Object Klivazh, zodat methaan geen gevaar of bedreiging voor het leven zou vormen. Vandaag de dag weet niemand hoe groot de gevolgen zouden zijn als grondwater het radioactieve gesteente erodeert.

### Bruto streekproduct
In 2019 bedroeg het Bruto regionaal product van de Donbas 245 biljoen grivna (destijds ongeveer 9,5 biljoen euro). De Donbas genereerde dat jaar ongeveer 6% van het BNP van Oekraïne.